# 謝列布羅沃湖
55°25′23″N 39°53′14″E / 55.42306°N 39.88722°E
謝列布羅沃湖（俄语：Сереброво），是俄羅斯的湖泊，位於該國西部，由莫斯科州負責管轄，處於沙圖拉區，長0.24公里、寬0.14公里，面積0.03平方公里，最大水深3米。